# Маурици Мохнацки
Маурици Мохнацки (на полски: Maurycy Mochnacki) е полски публицист, теоретик и поборник на романтизма в полската литература, участник в Ноемврийското въстание.

## Биография
Родом от Галиция, Мохнацки се установява рано във Варшава. Учи право в университета на столицата на Конгресна Полша. През 1823 година е арестуван от руските власти за дейност в тайни патриотични организации. Отървава се от ареста като сочи за виновници преподавателите си в университета. Впоследствие сътрудничи известно време на официалната цензура. След 1825 година пише литературна и театрална критика за редица издания. В публикациите си изтъква обществената роля на художествената литература като висш израз на националното самосъзнание.
Мохнацки се включва в съзаклятието на Висоцки и е сред водачите на бунта срещу руската власт във Варшава на 29 ноември 1830 година. Основава „Патриотично дружество“ от представители на радикалната интелигенция, които критикуват диктатора генерал Хлопицки заради опитите му за компромис с цар Николай, настояват за създаване на национално правителство и за освобождаване на крепостните селяни.
През февруари 1831 година, когато царските войски нахлуват в Полша, Мохнацки се записва в армията. Участва в редица боеве, включително и в битката при Остроленка, където е тежко ранен. Пуснат от армията по здравословни причини, след завръщането си във Варшава подновява политическата си дейност. Арестуван е от местните власти малко преди руснаците да щурмуват града. При потушаването на въстанието от руските войски бяга във Франция.
Докато е в емиграция, Мохнацки публикува политически статии и работи за организиране на революционната левица. Малко преди смъртта си написва популярна история на Ноемврийското въстание. Скаран с повечето емигрантски дейци, умира в нищета на 31-годишна възраст.

## По-важни трудове
- O literaturze polskiej wieku XIX („За полската литература през XIX век“, 1830)
- Powstanie narodu polskiego w r. 1830 i 1831 („Въстанието на полския народ от 1830 и 1831 година“, издаден във Франция през 1834, преиздаден във Вроцлав през 1850)